# Cyrtocarpa kruseana
Cyrtocarpa kruseana är en sumakväxtart som beskrevs av R.M.Fonseca. Cyrtocarpa kruseana ingår i släktet Cyrtocarpa och familjen sumakväxter. Inga underarter finns listade i Catalogue of Life.